# گش، ارمنستان
گُش (به ارمنی: Գոշ) یک روستا در ارمنستان است که در استان تاووش واقع شده‌است. در کیلومتری شمال ایجوان، مرکز استان تاووش واقع شده‌است.

## خصوصیات
گُش ۱٬۰۷۹ نفر جمعیت دارد و در ارتفاع متر بالاتر از سطح دریا قرار گرفته‌است.

## نگارخانه

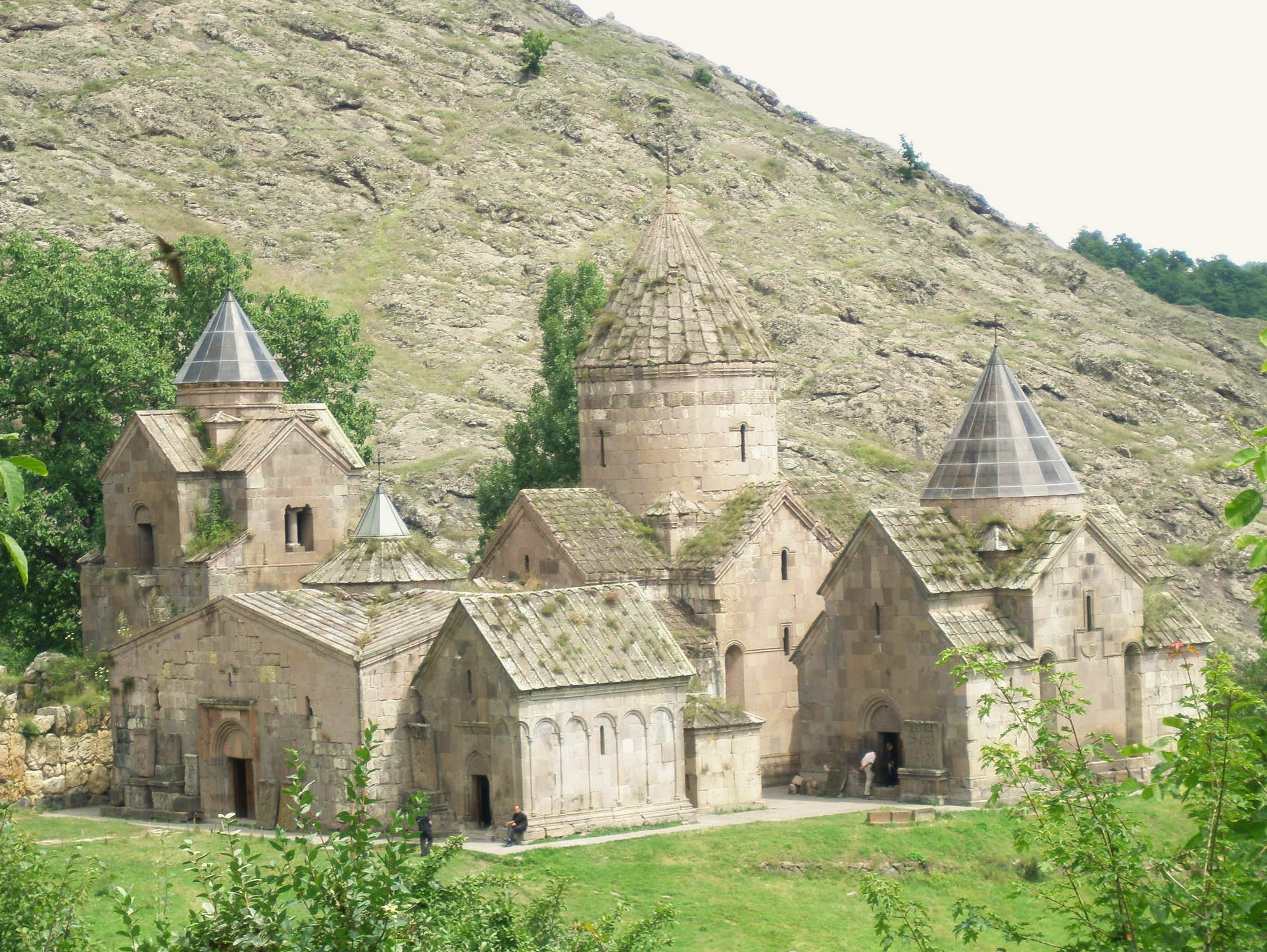
گَشاوانک،  اوت ۲۰۰۹.
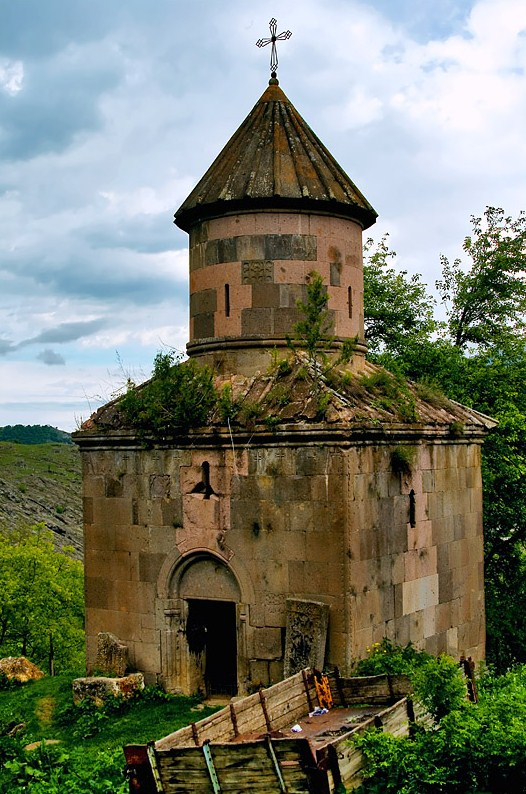
Mkhitar Gosh's funeral chapel.
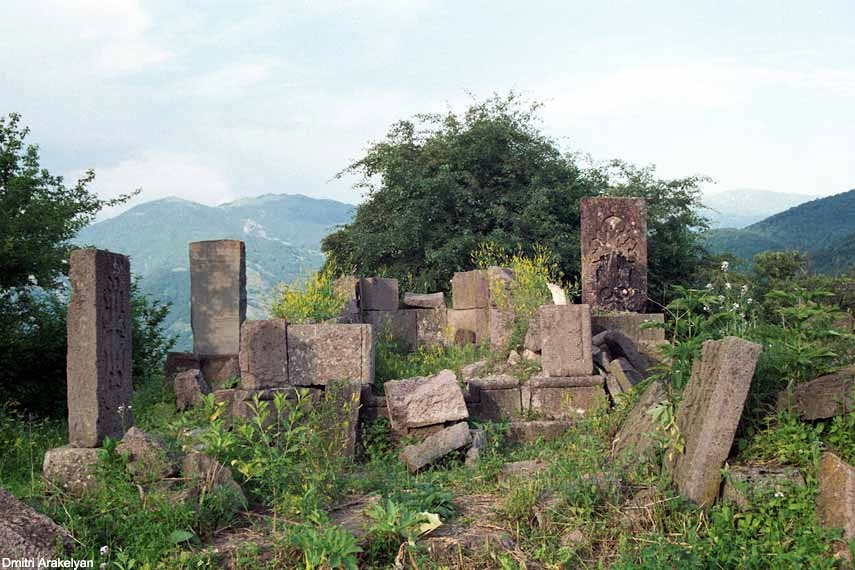
ویرانه‌های خانه مخیتار گَش.
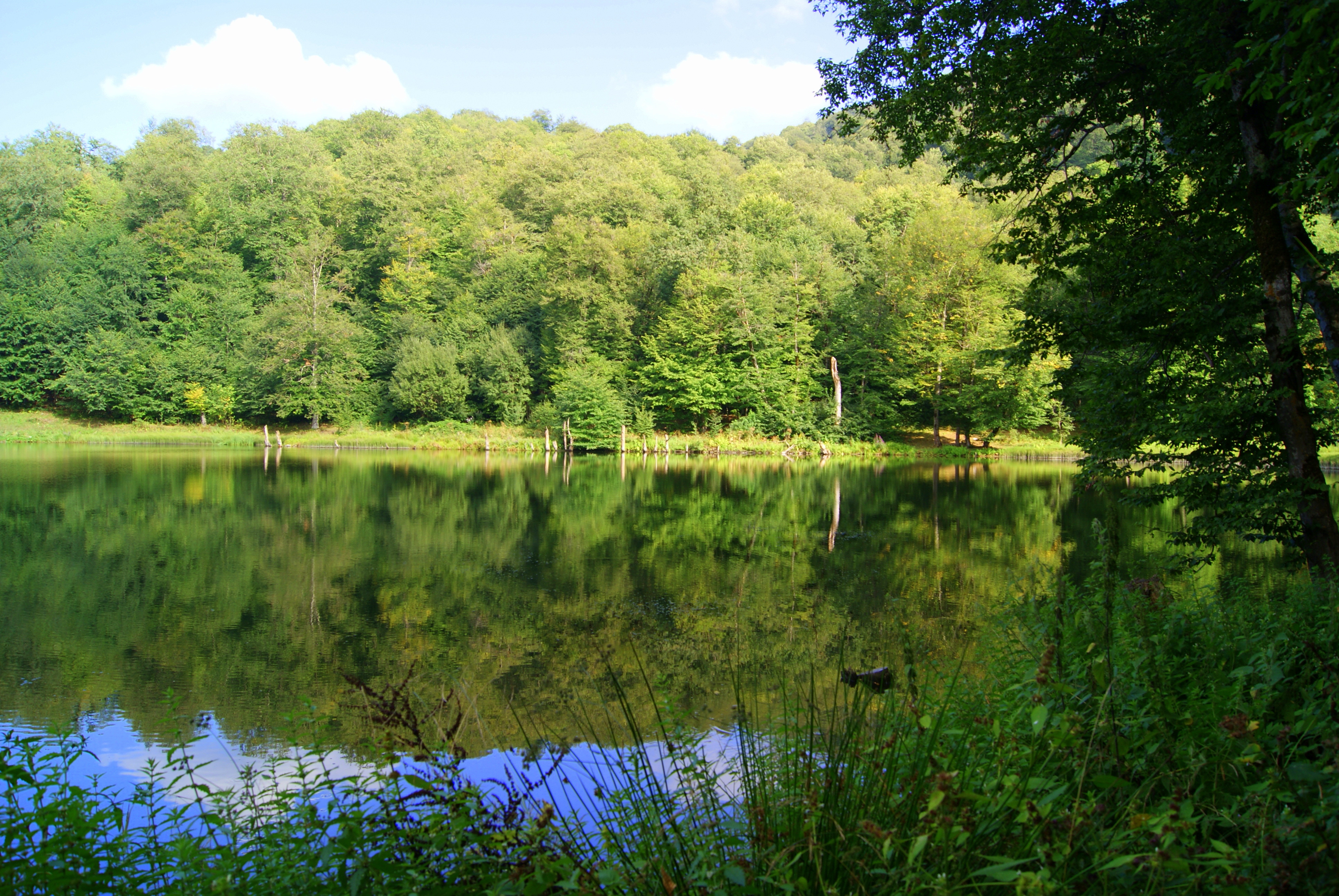
دریاچه گُش
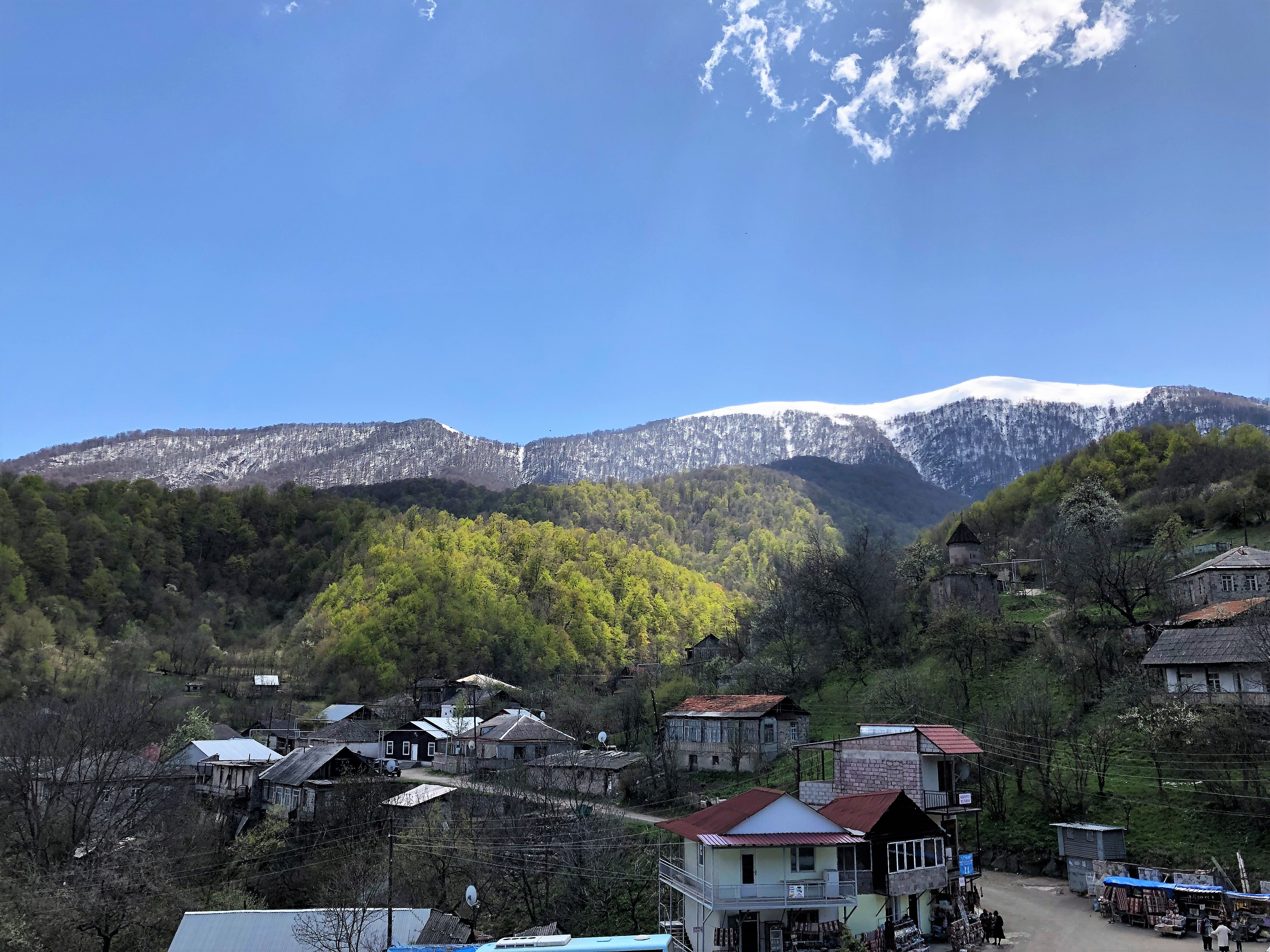